# Epactoides masoalae
Epactoides masoalae là một loài bọ cánh cứng trong họ Bọ hung (Scarabaeidae).